# Поджо Ториана
По̀джо Ториа̀на (на италиански: Poggio Torriana) е община в северна Италия, провинция Римини, регион Емилия-Романя. Разположена е на 266 m надморска височина. Населението на общината е 5057 души (към 2013 г.).
Общината е създадена в 1 януари 2014 г. Тя се състои от двете предшествуващи общини Поджо Берни и Ториана, които сега са най-важните центрове на общината.